# Lithacodia gracilior
Lithacodia gracilior är en fjärilsart som beskrevs av Max Wilhelm Karl Draudt 1950. Lithacodia gracilior ingår i släktet Lithacodia och familjen nattflyn. Inga underarter finns listade i Catalogue of Life.